# ダニエル・アルトマイアー
- ダニエル・アルトマイヤー

ダニエル・アルトマイアー (Daniel Altmaier, ドイツ語発音: [ˈdaː.njɛl ˈalt.ˌmaɪ̯.ɐ]; 1998年9月12日 - ) は、ドイツ・ノルトライン＝ヴェストファーレン州ケンペン出身の男子プロテニス選手。身長191cm、体重88kg。右利き、バックハンドは片手打ち。ATPランキング自己最高位はシングルス47位、ダブルス300位。

## 選手経歴

### ジュニア時代
両親に薦められ、7歳からテニスを始める。2014年の実科学校卒業後にプロへ転向。以後、2020年まで主にITFフューチャーズとATPチャレンジャーツアーを回っている。

### 2017年 ツアー参戦
2017年5月のジュネーヴ・オープンのシングルスで、予選を勝ち抜きツアー本戦デビュー。1回戦でサム・クエリーに0-2で敗れた。同年6月のアンタルヤ・オープンでも予選決勝で敗れたものの、ラッキールーザーで本戦入りし、本戦1回戦でビクトル・エストレーリャ・ブルゴスに2-1で下し、ツアー初勝利。更に2回戦もマルセル・イルハンを2-1で下したが、準々決勝で杉田祐一に0-2で敗れた。アルトマイアーはこの準々決勝で肩を痛め、7月～10月の3ヶ月間ツアーを離脱した。年間最終ランキングは275位。

### 2018年 怪我による離脱
2018年3月、カタールでのフューチャーズで腰を痛めて以降2018年は全休となった。年間最終ランキングは370位。

### 2019年 ツアー復帰
2019年1月のダナン・チャレンジャーで復帰するも、初戦敗退となった。だが、5月のエジプトでのフューチャーズでは準優勝となった。今季、フューチャーズ大会で4回もの優勝を果たし、通算フューチャーズ9勝目を達成した。年間最終ランキングは279位。

### 2020年 グランドスラム4回戦進出
2019年からフューチャーズやATPチャレンジャーツアーでの活躍で2020年9月にシングルス世界183位となり、全仏オープンでグランドスラムで初めて予選入りをして、予選1回戦でタロン・フリークスポールを6-1, 6-3、予選2回戦で守屋宏紀を6-1, 6-2のともにストレートで破り、予選3回戦でリュベン・ベーメルマンスを6-3, 1-6, 6-3の下して本戦初出場を果たす。本戦1回戦ではフェリシアーノ・ロペスを7-6(1), 6-4, 6-4のストレートで勝利してグランドスラム初勝利を挙げた。さらに快進撃は続き、2回戦では第30シードのヤン＝レナルト・シュトルフを6-3, 7-6(4), 6-3のストレートで、、3回戦で第7シードかつ世界8位のマッテオ・ベレッティーニを6-2, 7-6(5), 6-4のストレートで下し、グランドスラム4回戦進出を果たした。4回戦では第17シードのパブロ・カレーニョ・ブスタに2-6, 5-7, 2-6のストレートで敗れた。年間最終ランキングは130位。

### 2021年 トップ100入り
10月のBNPパリバ・オープンではATPマスターズ1000において初出場を果たし、1回戦ではサム・クエリーを6-2, 6-4のストレートで勝利し、大会初勝利を挙げた。2回戦ではグリゴール・ディミトロフに4-6, 2-6のストレートで敗れた。さらに11月15日にはATPチャレンジャーツアー大会を制して、トップ100入りを果たした。今季は通算チャレンジャー6勝目を挙げた。年間最終ランキングは84位。

### 2022年 トップ60入り

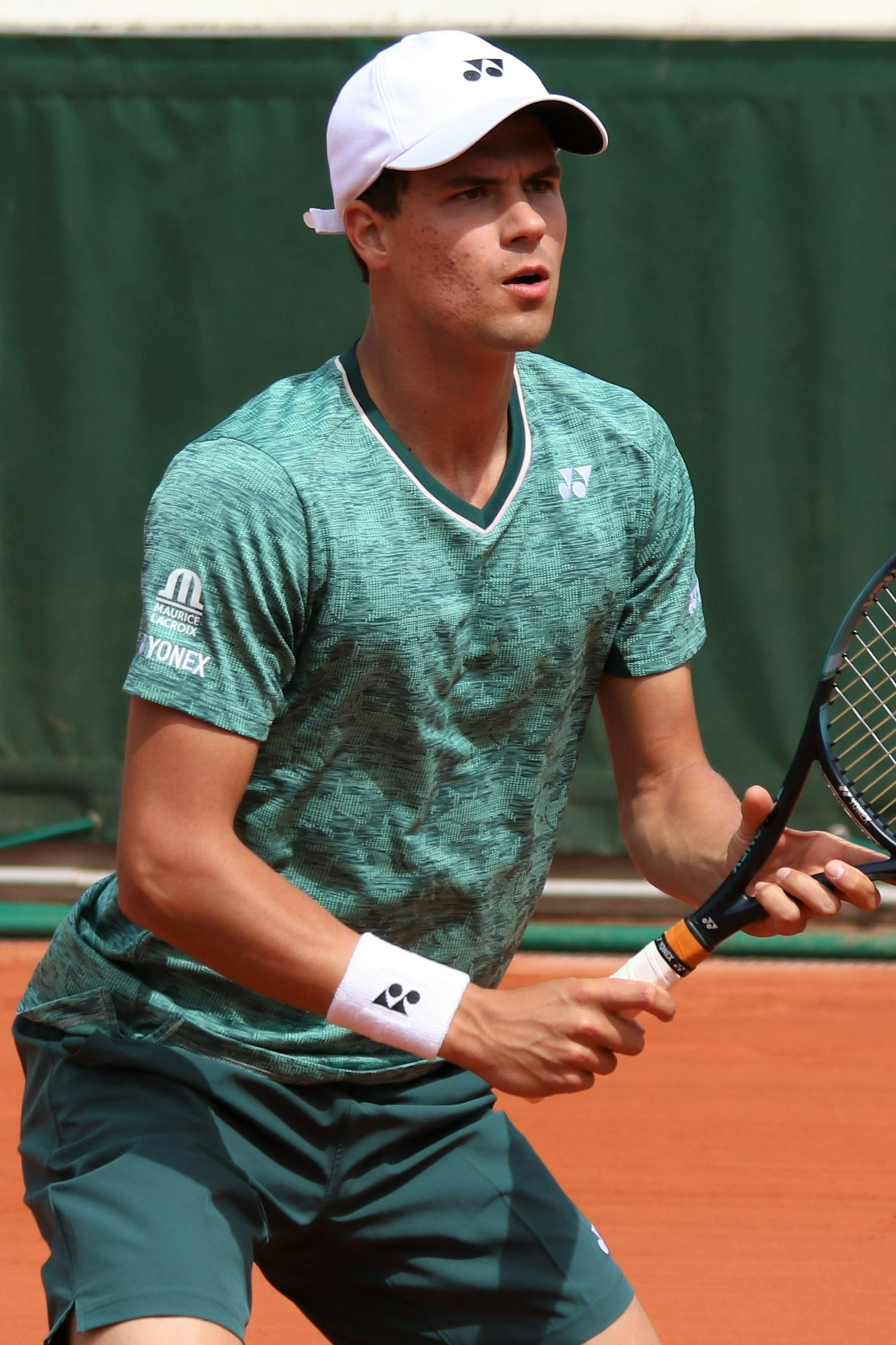
2022年全仏オープンでのダニエル・アルトマイアー

全豪オープンとウィンブルドン選手権の本戦に初出場を果たし、さらに全米オープンでは第11シードのヤニック・シナーに7-5, 2-6, 1-6, 6-3, 1-6のフルセットの末に敗れたものの、トップ選手相手に激闘を演じ、全グランドスラム本戦出場を果たした。その他にも、今季は主にATPツアーに本戦から出場したことでランキングを徐々に上げ、トップ60入りを果たした。年間最終ランキングは94位。

### 2023年 トップ50入り

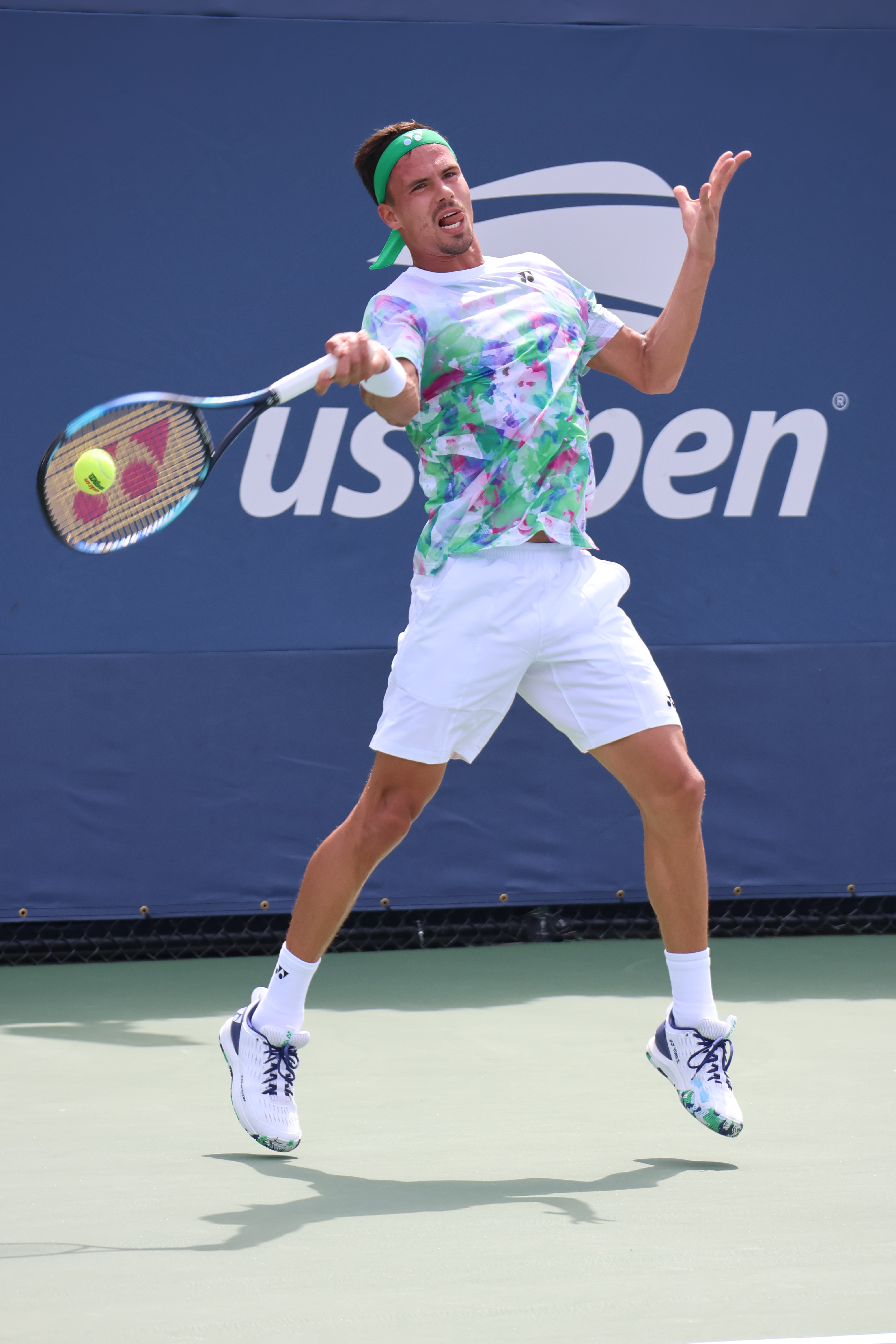
2023年全米オープンでのダニエル・アルトマイアー(1)

1月、全豪オープンでは第16シードのフランシス・ティアフォーに3-6, 3-6, 7-6(5), 6-7(6)で敗れ、初戦敗退。
2月、ダラス・オープンでは初戦を突破するも、2回戦ではジョン・イズナーに敗れた。デルレイビーチ・オープンではアドリアン・マナリノに6-4, 3-6, 4-6で初戦敗退。
3月、メキシコ・オープンではブランドン・ナカシマに3-6, 6-3, 1-6で敗退。マイアミ・オープンでは予選わ通過するも、イリヤ・イヴァシュカに2-6, 1-6のストレートで敗れ、初戦敗退となった。
4月、サラソタ・オープンでは決勝でダニエル・ガランを7-6(1), 6-1のストレートで下して、チャレンジャー7勝目を挙げた。
5月、マドリード・オープンでは予選敗退ふるも、ラッキールーザーとして本選出場し、快進撃を見せる。1回戦ではオスカー・オッテを6-4, 7-5、2回戦ではヤニック・ハンフマンを7-6(3), 6-3のストレートで同胞たちを下し、3回戦ではハウメ・ムナルを6-3, 6-0のストレートで破り、ATPマスターズ1000ベスト8進出を果たした。準々決勝ではボルナ・コリッチに3-6, 3-6のストレートで敗退。ローマ・マスターズでは予選を突破して、初戦を突破する。
6月、全仏オープンでは2回戦で第8シードのヤニック・シナーを6-7(0), 7-6(7), 1-6, 7-6(4), 7-5のフルセットの接戦の末に下す大金星を挙げる。3回戦では第28シードのグリゴール・ディミトロフに4-6, 3-6, 1-6のストレートで敗退。
7月、ウィンブルドンではアレクサンダル・ブキッチに3-6, 6-7(1), 6-3, 5-7で敗れ、初戦敗退となった。ドイツ国際オープンではベスト8進出。準々決勝ではジャン・ジジェンに4-6, 4-6のストレートで敗退。
8月、オーストリア・オープンではヒュースラーを下すも、2回戦ではダニエル・ガランに敗れた。ウエスタン・アンド・サザン・オープンでは予選敗退するも、ラッキールーザーとして本選出場となる。1回戦ではアレクセイ・ポピリンに初戦敗退。
9月、全米オープンでは1回戦でコンスタン・レスティエンヌを6-7(5), 6-3, 6-1, 6-2の逆転で破り、大会初勝利を挙げた。2回戦では第12シードの同胞アレクサンダー・ズベレフに6-7(1), 6-3, 4-6, 3-6で敗れたが、大会後にはトップ50入りを果たした。

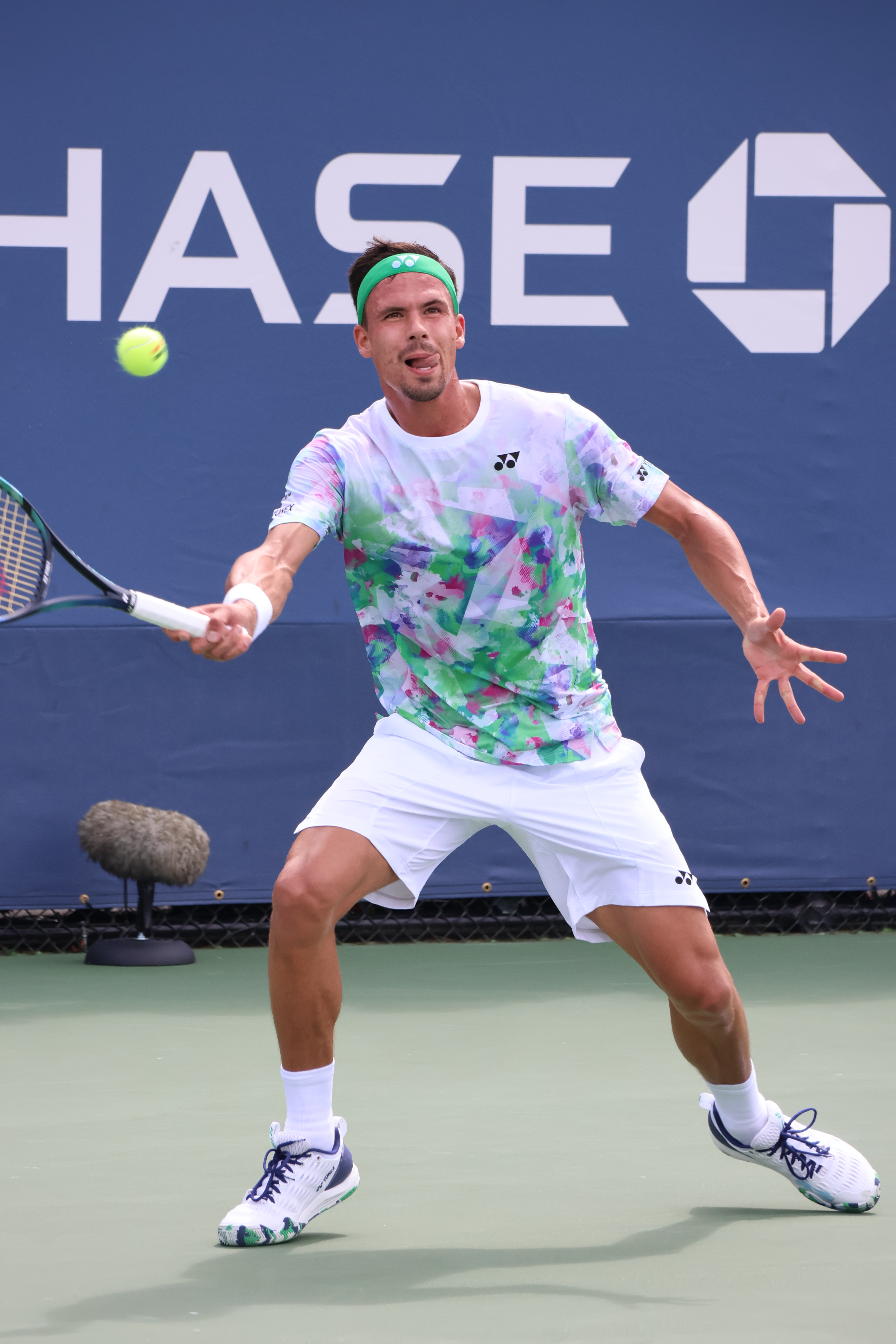
2023年全米オープンでのダニエル・アルトマイアー(2)

10月、上海マスターズでは西岡良仁に、ジャパン・オープンではトミー・ポールに、エルステ・バンク・オープンではガエル・モンフィスに3大会連続で本戦出場となるも、初戦敗退となった。
11月、パリ・マスターズでは1回戦でアルトゥール・フィスを6-2, 6-4のストレートで下し、2回戦ではテイラー・フリッツの不戦勝により、マスターズ1000において3回戦進出を果たした。3回戦ではホルガ・ルーネに3-6, 3-6のストレートで敗れた。年間最終ランキングは56位。

### 2024年 デビス杯ベスト4
マドリード・オープンでは1回戦でマルティン・ランダルーセを6-1, 7-5のストレートで下して、2回戦でアルトゥール・フィスを6-2, 6-3のストレートで破り、2年連続3回戦進出を果たした。3回戦ではホベルト・ホルカシュに4-6, 6-7(2)のストレートで敗れた。全仏オープンでは1回戦でラスロ・ジェレを5-7, 4-6, 7-6(8), 7-5, 7-6(6)の2セットダウンの逆転のフルセットで破り、初戦を突破するも、2回戦では第9シードのステファノス・チチパスに3-6, 2-6, 7-6(2), 4-6で敗れた。ウィンブルドン選手権では1回戦でアーサー・フェリーを4-6, 7-6(6), 1-6, 6-3, 6-1のフルセットで下して、ウィンブルドン初勝利を挙げた。2回戦ではデニス・シャポバロフに6-7(3), 3-6, 6-1, 7-6(3), 4-6のフルセットで敗れた。全米オープンでは1回戦でマリアーノ・ナヴォーネに6-1, 2-6, 4-6, 1-6で初戦敗退となった。年間最終ランキングは87位。
11月の2024年デビスカップではカナダ代表のガブリエル・ディアロとの第1試合を7-6(5), 6-4のストレートで破り、ドイツ代表の準決勝進出に貢献した。準決勝ではデビスカップオランダ代表と対決することとなり、第1試合のボーティック・ファン・デ・ザンスフルプ戦では4-6, 7-6(14), 3-6で敗れ、チームは決勝進出を逃し、ベスト4で幕を閉じた。

### 2025年 グランドスラム4回戦進出
全豪オープンでは1回戦でフランシスコ・コメサーニャを6-2, 3-6, 7-6(4), 4-6, 6-4のフルセットの末に大会初勝利を挙げた。2回戦ではガエル・モンフィスに5-7, 3-6, 6-7(3)のストレートで敗れた。全仏オープンでは1回戦で第4シードのテイラー・フリッツを7-5, 3-6, 6-3, 6-1で破る金星を挙げ、2020年以来となる5年ぶりの4回戦進出を果たした。4回戦では第15シードのフランシス・ティアフォーを3-6, 4-6, 6-7(4)のストレートで敗れた。

## 人物
・ドイツ語の他に英語、ロシア語が話せる。
・好きなサーフェスはハードコート、ショットは片手バックハンド、大会はウィンブルドン選手権である。
・憧れの選手は同じ片手バックハンドを使用するロジャー・フェデラーとスタン・ワウリンカ。
・趣味は釣り。
・レアル・マドリードとヘルタ・ベルリンのファン。

## ATPツアー決勝進出結果

### シングルス: 0回 (0勝0敗)
| 大会グレード            |
| グランドスラム (0-0)    |
| ATPファイナルズ (0-0)   |
| ATPマスターズ1000 (0-0) |
| ATPツアー500 (0-0)      |
| ATPツアー250 (0–0)      |

| サーフェス別タイトル |
| ハード (0-0)         |
| クレー (0-0)         |
| 芝 (0-0)             |

## 成績

### 大会最高成績
| 大会                 | 成績 | 年         |
| -------------------- | ---- | ---------- |
| ATPファイナルズ      | A    | 出場なし   |
| インディアンウェルズ | 2R   | 2021       |
| マイアミ             | 2R   | 2024       |
| モンテカルロ         | 3R   | 2025       |
| マドリード           | QF   | 2023       |
| ローマ               | 2R   | 2024       |
| カナダ               | 1R   | 2025       |
| シンシナティ         | 1R   | 2023, 2025 |
| 上海                 | 1R   | 2023       |
| パリ                 | 3R   | 2023       |
| オリンピック         | A    | 出場なし   |
| デビスカップ         | SF   | 2024       |

## ATPチャレンジャー・ITFフューチャーズ決勝

### シングルス: 18戦9勝
| 戦績                    |
| ----------------------- |
| ATPチャレンジャー (1–0) |
| ITFフューチャーズ (9–8) |

| サーフェス       |
| ---------------- |
| ハード (5–7)     |
| クレー (3–2)     |
| カーペット (1–0) |

| 結果   | 勝-敗 | 日時       | 大会                     | サーフェス | 相手                           | スコア                  |
| ------ | ----- | ---------- | ------------------------ | ---------- | ------------------------------ | ----------------------- |
| 準優勝 | 0–1   | 2015年9月  | プーラ                   | クレー     | ロレンツォ・ソネゴ             | 5–7, 4–6                |
| 優勝   | 1–1   | 2016年6月  | アヴレ                   | クレー     | マキシム・オートム             | 6–2, 6–2                |
| 優勝   | 2–1   | 2016年7月  | クノック                 | クレー     | キャスパー・ルード             | 6–7(3–7), 6–1, 7–6(7–3) |
| 準優勝 | 2–2   | 2016年10月 | プーラ                   | クレー     | ステファノ・トラヴァーリャ     | 4–6, 6–2, 1–6           |
| 準優勝 | 2–3   | 2016年11月 | クウェート               | ハード     | マーカス・ウィリス             | 3–6, 6–7(8–10)          |
| 優勝   | 3–3   | 2016年12月 | ドーハ                   | ハード     | ジョニー・オマラ               | 7–5, 6–3                |
| 準優勝 | 3–4   | 2016年12月 | フアヒン                 | ハード     | 權順宇                         | 2–6, 2–6                |
| 優勝   | 4–4   | 2017年2月  | ベルヴュー               | カーペット | ティム・ピュッツ               | 7–5, 7–6(7–5)           |
| 優勝   | 5–4   | 2017年4月  | ドーハ                   | ハード     | アントワーヌ・エスコフィエ     | 6–4, 6–3                |
| 準優勝 | 5–5   | 2017年4月  | ドーハ                   | ハード     | アントワーヌ・エスコフィエ     | 2–6, 7–6(7–2), 4–6      |
| 準優勝 | 5–6   | 2017年10月 | ハンブルク               | ハード     | ダニエル・マズーア             | 3–6, 6–3, 3–6           |
| 準優勝 | 5–7   | 2017年12月 | 香港                     | ハード     | キム・チョンイ                 | 3–6, 6–3, 5–7           |
| 準優勝 | 0–1   | 2018年1月  | バーニー                 | ハード     | ステファン・ロベール           | 1–6, 2–6                |
| 準優勝 | 5–8   | 2019年3月  | シャルム・エル・シェイク | ハード     | ビクトル・ドゥラソビッチ       | 7–6(7–5), 4–6, 4–6      |
| 優勝   | 6–8   | 2019年6月  | カルテンキルヒェン       | クレー     | クリスティアン・リンデル       | 6–1, 6–3                |
| 優勝   | 7–8   | 2019年11月 | マリブ                   | ハード     | アレグザンダー・サーキッシアン | 6–2, 6–4                |
| 優勝   | 8–8   | 2019年11月 | イーストランシング       | ハード     | マイケル・ガーツ               | 4–6, 6–3, 6–0           |
| 優勝   | 9–8   | 2019年12月 | サントドミンゴ           | ハード     | ヤン・ホインスキ               | 6–3, 4–6, 6–4           |

### ダブルス: 11戦6勝
| 戦績                    |
| ----------------------- |
| ATPチャレンジャー (0–0) |
| ITFフューチャーズ (6–5) |

| サーフェス       |
| ---------------- |
| ハード (2–3)     |
| クレー (3–2)     |
| カーペット (1–0) |

| Result | 勝-敗 | 日時       | 大会                       | サーフェス | パートナー           | 相手                                                            | スコア                |
| ------ | ----- | ---------- | -------------------------- | ---------- | -------------------- | --------------------------------------------------------------- | --------------------- |
| 勝利   | 1–0   | 2015年2月  | コロンボ                   | クレー     | Tom Schönenberg      | ホセ・チェカ・カルボ ルイ・マシャド                             | 6–7(6–8), 6–3, [11–9] |
| 準優勝 | 1–1   | 2015年5月  | ヤブロネツ                 | クレー     | Paul Wörner          | マテウシュ・コヴァルチク アダム・マイフロヴィチュ               | 3–6, 5–7              |
| 優勝   | 2–1   | 2016年9月  | ダンメ                     | クレー     | Marvin Netuschil     | オスカー・オッテ Tom Schönenberg                                | 6–2, 6–0              |
| 優勝   | 3–1   | 2016年10月 | プーラ                     | クレー     | Marvin Netuschil     | クラウディオ・フォルトゥーナ オマル・ジャカローネ               | 6–2, 6–0              |
| 優勝   | 4–1   | 2016年11月 | クウェート                 | ハード     | フレッド・シモンソン | サンジャル・ファイジエフ ショニグマトジョン・ショファイジイェフ | 7–6(7–3), 6–2         |
| 準優勝 | 4–2   | 2016年11月 | クウェート                 | ハード     | フレッド・シモンソン | ジョルディ・ムニョス・アブレウ ダビド・ペレス・サンス           | 4–6, 4–6              |
| 優勝   | 5–2   | 2016年11月 | クウェート                 | ハード     | マーカス・ウィリス   | Roy de Valk Ronan Joncour                                       | 6–1, 6–1              |
| 優勝   | 6–2   | 2017年2月  | ベルヴュー                 | カーペット | Marvin Netuschil     | マキシミリアン・ノイクリスト ダフィト・ペル                     | 7–5, 1–6, [11–9]      |
| 準優勝 | 6–3   | 2017年4月  | ドーハ                     | ハード     | ルーカス・ミードラー | マルクス・エーリクソン ミロシュ・セクリッチ                     | 5–7, 6–3, [7–10]      |
| 準優勝 | 6–4   | 2019年3月  | シャルム・エル・シェイク   | ハード     | アドリアン・ボドマー | エンリコ・ダッラ・ヴァッレ Francesco Forti                      | 6–4, 1–6, [7–10]      |
| 準優勝 | 6–5   | 2019年10月 | バート・ザルツデットフルト | クレー     | ヤン・ホインスキ     | Lasse Muscheites Stefan Seifert                                 | 6–2, 3–6, [9–11]      |